# Marijan Hristov
Marian Georgiev Hristov (in bulgaro Мариян Георгиев Христов?; Botevgrad, 29 luglio 1973) è un allenatore di calcio ed ex calciatore bulgaro, di ruolo centrocampista.

## Palmarès

### Club

#### Competizioni nazionali
- Campionato tedesco: 1

Kaiserslautern: 1997-1998